# Bitwa o Changde
Bitwa o Changde – bitwa stoczona w dniach 2 listopada – 24 grudnia 1943 r. o kontrolę nad miastem Changde w prowincji Hunan pomiędzy wojskami Republiki Chińskiej a siłami japońskimi. Starcie zakończyło się zwycięstwem Chin. Bitwa była jedną z ważniejszych w trakcie wojny chińsko japońskiej.

## Preludium
W trakcie wiosny 1943 sytuacja na frontach zaczęła się polepszać dla Chińczyków. ANR wygrała walki toczone w prowincji Hubei odpierając japońskie uderzenie. Niedługo potem odbyły się dwa istotne wydarzenia i dla Japonii jak i dla aliantów. Krótko przed rozpoczęciem japońskiej ofensywy na Changde trwała konferencja Wielkiej Azji Wschodniej. Na konferencję przybyły marionetkowe rządy tworów stworzonych przez Japończyków. Nie zabrakło także rządu Wang Jingweia, który wziął udział w konferencji. Już w trakcie operacji japońskiej trwała konferencja kairska z udziałem Franklina Delano Roosevelta, Winstona Churchilla i Czang Kaj-szeka. Dyskutowano m.in. o przyszłości Azji Wschodniej po zakończeniu wojny.
Wojskami Japonii w nadchodzącej bitwie miał dowodzić gen. Yokoyama Isamu. Wojska te liczyły 4 wielkie jednostki i ekwiwalent 5. Co rzadkie w kampaniach w Chinach siłom towarzyszyły aż cztery dywizje kolaboranckie. Spośród nich największą wartość bojową prezentowała kawaleria mongolska. Przybyły także trzy dywizje z nowej armii Wang Jingweia. Kolaboranci z Chin byli słabo uzbrojeni i przeznaczani głównie do taborów i ochrony terminali komunikacyjnych. Siły japońskie zajęły pozycję na froncie o długości 85 km, pomiędzy Shashi nad Jangcy w Hubei a Huarongiem w Hunanie. Celem ofensywy miało być przerwanie szos i magistrali kolejowych do Syczuanu. Liczono na utrudnienie przerzutu wojsk z Chin Środkowych do Yunnanu, gdzie alianci szkolili elitarne siły ANR.

## Przebieg walk
Uderzenie japońskie, które nastąpiło przed świtem 2 listopada poprzedziło przygotowanie artyleryjskie. Wpierw armia cesarska zaatakowała na prawym skrzydle. Drugiego dnia ofensywy upadło miasto Nanxian a 3 Gongan. Na lewym skrzydle uderzenie rozpoczęło się kilka godzin później. Dywizje 68. i 116. wzięły Songzu i przeszły przez rzekę Songzhi. 10 listopada po opanowaniu Anxianu i dojściu pod Wangjazhang wojska Japonii znajdowały się w odległości 30–60 km od pozycji wyjściowych. Na prawym skrzydle ofensywa szła łatwiej ponieważ napastnicy mieli na przeciwko siebie wykrwawione wcześniejszymi bojami wojska 6 Strefy Wojennej, w tym dywizje 10 i 29 Grupy Armii. Na lewym skrzydle broniła się 9 Strefa Wojenna gen. Xue Yue. Jednak także i tam natarcie trwało zgodnie z planami.
8 listopada wojska Republiki Chińskiej podjęły nieudany atak. W uderzeniu utrudniła zła pogoda. Ulewne deszcze sprawiały problemy w komunikacji pomiędzy siłami i blokowały przeprawy przez dzielącą równoleżnikowo front rzekę Li. Do walki nie mogli wkroczyć lotnicy gen. Claire’a Chennaulta. Pogoda spowolniła też Japończyków. Prawe skrzydło japońskie złożone z doświadczonych Dywizji 13 i 39 przeszło na południe do rzeki Shimen i tam połączyło się z kombinowanymi siłami centrum z trzonem w sile trzech dywizji. Zmęczeni Chińczycy nie byli w stanie dać im odporu. 15 listopada armia japońska sforsowała rzekę Li, a 73 Korpus Wang Jinbina wycofywał się na zachód, a reszta wojsk na południe. Xue Yue nie dopuścił jednak do paniki wśród żołnierzy. Yue postanowił pokonać Japończyków taktyką używaną przez siebie już wcześniej. Zamierzał zmusić wroga do walk ulicznych o Changde, a potem zaatakować go ze skrzydeł. Realizując swój plan rozkazał 57 Dywizji Wanga Yaowu bronić miasta do ostatniego człowieka, zbierając resztę wojsk na zapleczu miasta. Dostrzegł, że głównym celem ofensywy jest właśnie miasto Changde.

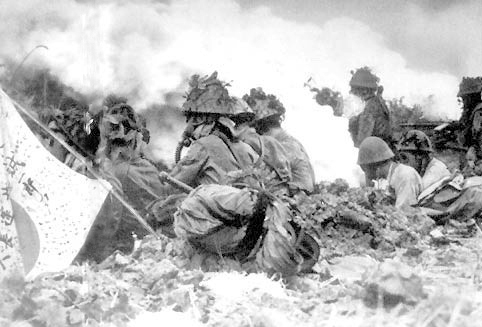
Japońscy żołnierze w maskach przeciwgazowych. Zdjęcie pochodzi z 1941 r. spod Changsha, jednak dobrze obrazuje realia walk w Changde

21 listopada wojska cesarskie podjęły desant powietrzny pod Taoyuanem. Jednak jednocześnie w centrum ANR stawiała opór 3 Dywizji, więc została całkowicie zaskoczona. Siły powietrznodesantowe zdobyły więc Taoyuan, odsłaniając dla reszty wojsk japońskich drogę do Changde. 26 listopada piechota japońska uderzyła na miasto wdzierając się do niego. Japończycy atakowali, wykrzykując okrzyki Banzai i Ko ko. Wejście sił japońskich poprzedziło bombardowanie bombami gazowymi. Xue Yue wzorując się na Kanadyjczykach pod Ypres w 1915 nakazał żołnierzom wydzierać z mundurów płaty bawełny, oddawać na nie mocz i osłaniać w ten sposób twarze. Pierwsze uderzenia Japończyków zostało odparte przez broniącą miasto 57 Dywizję. Następnie ANR podeszła do kontrataku wypychając wroga niemal do samych rogatek miasta. Armia cesarska cofnęła się jednak tylko po to by przegrupować swoje pozycję. Wezwali do walki także 3 i 68 Dywizję oraz kawalerię mongolską. Xue wezwał do wsparcia dywizję 6 Strefy gen. Suna i lotników Chennaulta. W mieście trwały walki uliczne toczone o każdy dom. Cały czas teren walk był ostrzeliwany przez japońską artylerię. Piechota cesarska po wdarciu się do miasta rozpoczęła atak na terminal kolejowy. Stacja kilkakrotnie przechodziła z rąk do rąk. ANR zaczęła kończyć się amunicja. W odpowiedzi Curtissy zrzucały ze swoich pokładów do miasta zasobniki z amunicją ryżem i konserwami wieprzowymi. Niedługo potem doszło do zamieci śnieżnej utrudniającej loty samolotom. Resztki 57 Dywizji w Changde otrzymały cios w plecy, kiedy Japończycy na ponad 100 motorówkach dokonali desantu na rzece Yuan. 3 grudnia ostatnich 20 obrońców opuściło pozycję w mieście.
Pozycję Japończyków po zdobyciu miasta były otoczone z kilku kierunków przez Chińczyków. 8 grudnia siły Xue Yue rozpoczęły natarcie wspierane przez 6 dywizjonów (w tym dwie bombowe) tzw. latających tygrysów. Mimo twardego oporu Japończyków (w dalekich rajdach na lotniska w Hengyangu i Linglingu, zniszczono 50 chińskich samolotów), zostali zmuszeni do odwrotu porzucając ciężki sprzęt i dokumenty sztabowe. Do 24 grudnia wojska chińskie odzyskały całe terytorium utracone w listopadzie odbijając ruiny Changde.

## Skutki
Władzę Republiki Chińskiej szacowały straty zadane Japończykom na 15 000–20 000 zabitych i rannych żołnierzy. Mniej więcej połowę z zadanych strat spowodowało lotnictwo. Sukces Chin był jednak bardzo kosztowny. W istocie można go uznać za pyrrusowe zwycięstwo. Cała 57 Dywizja została całkowicie wybita: z 8000 żołnierzy przeżyło tylko 20. Zginęło wielu oficerów w niektórych batalionach wszyscy. Przeżył tylko co 10 żołnierz walczący o Changde. Zginęło trzech dowódców dywizji: Xu Guozhang, Beng Shiliang i Sun Mingjin. Według raportu przedstawionego Czang Kaj Szekowi armie chińskie stacjonujące w Hunanie i Hebei, były na pół roku całkowicie niezdolne do walki z powodu wystrzelania całej posiadanej amunicji. Xue Yue alarmował, że niektóre dywizje mają tylko po 2000 karabinów na całą dywizję. Pod Changde swój geniusz udowodnił po raz kolejny Xue Yue nazywany odtąd obok Tygrysa z Hunanu także Tygrysem z Changsha. W bitwie uczestniczył polski lotnik Witold Urbanowicz.